# Coma (polnische Band)
Coma war eine polnische Rockband aus Łódź, die im Jahr 1998 gegründet wurde. Seit 2003 war die Gruppe bei BMG Polen unter Vertrag.

## Diskografie

### Alben
- 2004: Pierwsze wyjście z mroku
- 2006: Zaprzepaszczone siły wielkiej armii świętych znaków
- 2008: Hipertrofia
- 2010: Excess
- 2011: bez tytułu (aka Czerwony Album/Red Album/Rot Album)
- 2013: Don’t Set Your Dogs On Me
- 2016: 2005 YU55
- 2017: Metal Ballads vol. 1
- 2019: Sen o 7 szklankach

### Livealben
- 2010: Live (PL: Platin (Videoalbum))
- 2010: Symfonicznie
- 2015: Przystanek Woodstock 2014

### Videoalben
- 2001: Skaczemy
- 2003: Chaos kontrolowany
- 2004: Leszek Żukowski
- 2004: Spadam
- 2005: Czas globalnej niepogody
- 2006: Daleka droga do domu
- 2006: System
- 2008: Zero osiem wojna
- 2009: Transfuzja
- 2010: F.T.M.O.
- 2011: Na pół
- 2012: Los cebula i krokodyle łzy
- 2012: Deszczowa piosenka